# Banjšice-fennsík
A Banjšice-fennsík (szlovénul Banjška planota vagy Banjšice, esetleg Banjščice, olaszul Altopiano della Bainsizza) egy karsztfennsík Nyugat-Szlovéniában, a Goriška statisztikai régióban. A fennsík Nova Gorica városától északnyugatra fekszik az Isonzó (Soča) folyó fölé magasodva. Az első világháború alatt az Osztrák-Magyar Monarchia hadserege itt harcolt a tizenegyedik isonzói csatában 1917 augusztusában.
A fennsíkot Banjšice településről nevezték el, amely feltételezhetően az egyik legrégebbi település a fennsíkon. A többi település ezen a többnyire lakatlan vidéken a következő: Bate, Grgarske Ravne és Lokovec.

## Fordítás
Ez a szócikk részben vagy egészben  a   Banjšice Plateau című angol Wikipédia-szócikk ezen változatának fordításán alapul.  Az eredeti cikk szerkesztőit annak laptörténete sorolja fel. Ez a jelzés csupán a megfogalmazás eredetét és a szerzői jogokat jelzi, nem szolgál a cikkben szereplő információk forrásmegjelöléseként.